# Wilcox County, Alabama
Wilcox County är ett administrativt område i delstaten Alabama, USA, med 11 670 invånare. Den administrativa huvudorten (county seat) är Camden.

## Geografi
Enligt United States Census Bureau har countyt en total area på 2 349 km². 2 300 km² av den arean är land och 49 km² är vatten.

### Angränsande countyn
- Dallas County - nordöst
- Lowndes County - öst, nordöst
- Butler County - öst, sydöst
- Monroe County - syd
- Clarke County - sydväst
- Marengo County - nordväst